# Château de Créminil
Le château de Créminil est situé à Estrée-Blanche, dans le Pas-de-Calais, arrondissement de Béthune en France.
Il fait l’objet d’un classement au titre des monuments historiques depuis le 19 avril 2005.

## Étymologie
Ce nom trouve son origine dans les fondations faites de pierres calcaires : "Cré" = Craie, "Minil" = Manoir, soit "le manoir de craie".

## Historique
Le château de Créminil est attesté à partir de 1329.
C'est la famille Le May qui fit construire en 1443 ce château qui fut restauré après les dégâts causés par les troupes du XVIe siècle. Les habitants successifs de ce château furent : la famille Le May, en 1540 Hugues de Buleux, en 1670 Antoine de Vignacourt et la famille Le Merchier de 1687 à la Révolution[réf. nécessaire].
Durant la guerre de Succession d'Espagne lors du Siège de Lille (1708), le 2 septembre, le prince Eugène de Savoie-Carignan porta deux colonnes de son armée vers Estrée-Blanche et une autre colonne sous la conduite du Duc de Malborough se dirigea vers Divion. Le Duc de Malborough aurait même campé à Estrée-Blanche le 21 juillet 1708.

## Architecture
Le château de Créminil est entouré par une double douve en eau, et l'on y accède par un pont-levis. Il est construit suivant un plan circulaire autour d'une cour intérieure et il est flanqué de tours, de tourelles et de contreforts. La terrasse surplombant la douve a été créée au XVIIIe siècle, des ouvertures ont été percées et il ne subsiste comme défenses que les ouvertures de tir de la tour nord.
Les douves et le château ainsi que le parc boisé qui l'entoure et l'allée de tilleuls, après avoir été inscrits le 27 septembre 1946, ont été classés monument historique le  19 avril 2005.

## Parc et jardins
Le parc du château de Créminil (c'est-à-dire l'allée de tilleuls qui mène au château, le parc qui l'entoure et le parc boisé délimité par la rivière la Laquette) est classé monument historique et inscrit au pré-inventaire des jardins remarquables.

## Galerie de photographies

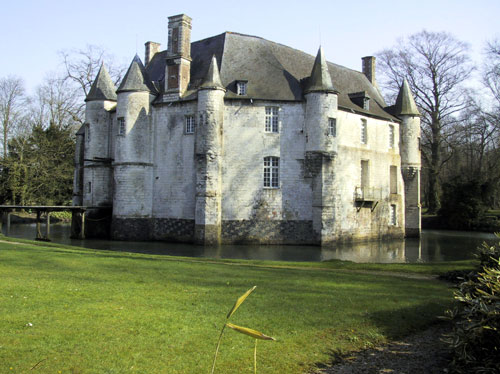
Le côté ouest du Château
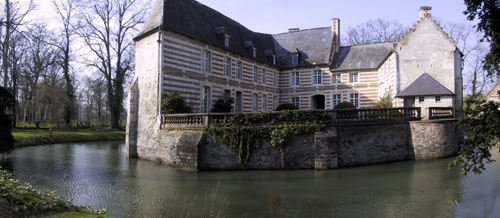
Vue sur la cour intérieure
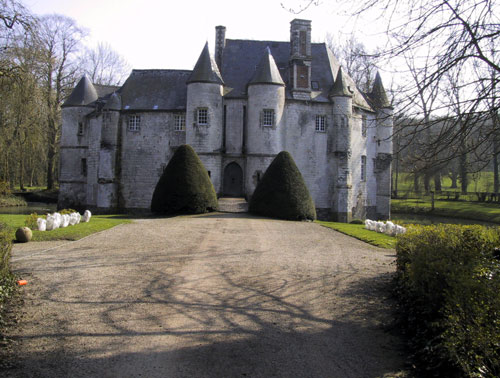
L'entrée du château